# Magasān-e ‘Olyā
Magasān-e ‘Olyā (persiska: مَگَسانِ عُليا, مُحَمَّد آباد, مَگَسان, مگسان علیا) är en ort i Iran.   Den ligger i provinsen Lorestan, i den nordvästra delen av landet, 300 km sydväst om huvudstaden Teheran. Magasān-e ‘Olyā ligger 1 851 meter över havet och antalet invånare är 207.
Terrängen runt Magasān-e ‘Olyā är varierad.Runt Magasān-e ‘Olyā är det ganska tätbefolkat, med 166 invånare per kvadratkilometer. Närmaste större samhälle är Oshtorīnān, 11,5 km öster om Magasān-e ‘Olyā. Trakten runt Magasān-e ‘Olyā består i huvudsak av gräsmarker.